# Леордоая (Унгенський район)
Леордоая (рум. Leordoaia) — село в Унгенському районі Молдови. Входить до складу комуни, адміністративним центром якої є село Гирчешть.

## Населення
За даними перепису населення 2004 року у селі проживали 38 осіб.
Національний склад населення села:
| Національність | Кількість осіб | Відсоток |
| -------------- | -------------- | -------- |
| молдавани      | 35             | 92,1%    |
| українці       | 3              | 7,9%     |
| Всього         | 38             | 100%     |